# Christoph Waltz

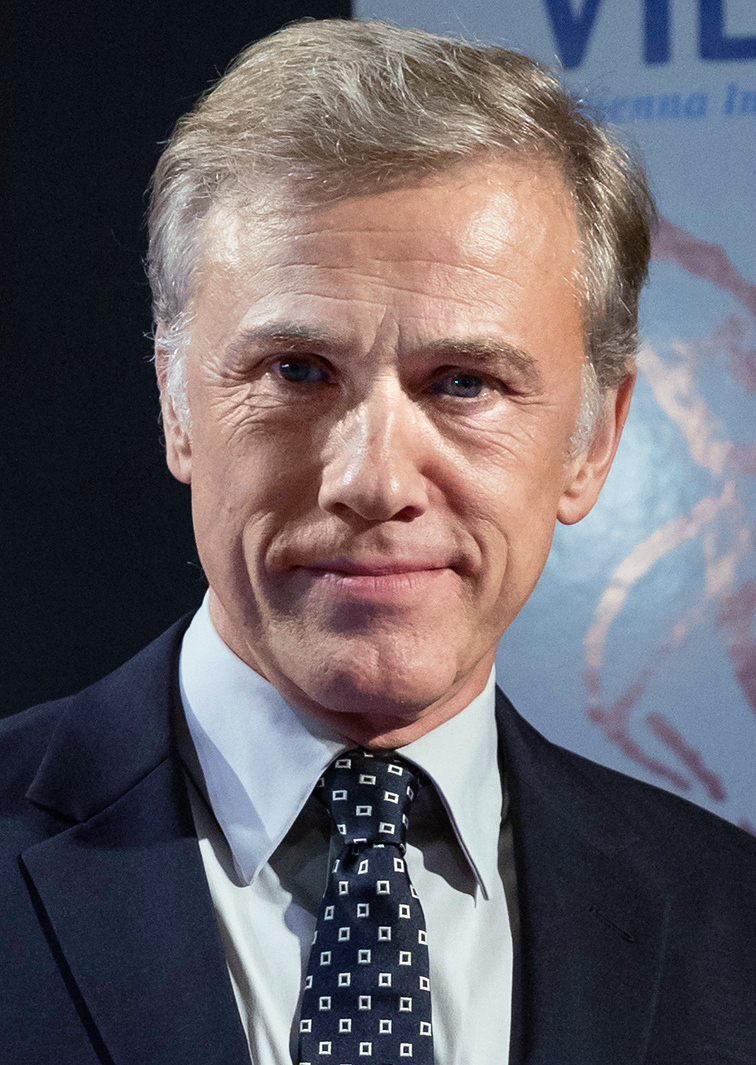
Christoph Waltz, 2017

Christoph Waltz (* 4. Oktober 1956 in Wien) ist ein deutsch-österreichisch-US-amerikanischer Schauspieler, Regisseur, Synchronsprecher und zweifacher Oscar-Preisträger.
Weltweite Bekanntheit erlangte er durch seine schauspielerischen Darstellungen des SS-Standartenführers Hans Landa im Film Inglourious Basterds (2009) und des Kopfgeldjägers Dr. King Schultz in Django Unchained (2012), beide unter der Regie von Quentin Tarantino. Für beide Rollen erhielt Waltz jeweils den Oscar als bester Nebendarsteller und mehrere andere Auszeichnungen.

## Leben

### Familie
Christoph Waltz wurde als drittes von vier Kindern des Bühnen- und Kostümbildnerehepaares Johannes Waltz (1922–1964) und Elisabeth Urbancic (1925–2021) im Rudolfinerhaus in Wien geboren. Seine Mutter stammte aus Österreich, sein Vater aus München. Sein Großvater, Wilhelm Waltz, stammte aus Hessen und war Rechtsanwalt und Prokurist bei den Vereinigten Werkstätten in München. Seine Großmutter Maria Mayen und der Stiefvater seiner Mutter, Emmerich Reimers, waren beide Schauspieler am Burgtheater in Wien. Vater des Letzteren war der Schauspieler Georg Reimers.
Der Komponist Alexander Steinbrecher war in zweiter Ehe mit Waltz’ Mutter verheiratet und wurde somit Waltz’ Stiefvater. Waltz und der Filmregisseur Michael Haneke haben somit denselben Stiefvater.

### Privatleben
Aus einer früheren Ehe mit einer US-amerikanischen Psychotherapeutin, die 17 Jahre dauerte, stammen drei Kinder. Waltz ist mit der deutschen Kostümbildnerin Judith Holste verheiratet und hat mit ihr eine Tochter. Er lebt in Los Angeles und Berlin.

### Staatsbürgerschaft
Waltz wurde in Wien geboren und wuchs dort auch auf. Im August 2010 kam es in den österreichischen Medien zu einer Debatte, als bekannt wurde, dass er wegen der bei seiner Geburt geltenden Gesetzeslage zwar die deutsche Staatsbürgerschaft wie sein Vater, nicht aber die österreichische wie seine Mutter besitze. Am 24. August 2010 erhielt er wegen seiner „Verdienste im Interesse der Republik“ zusätzlich die österreichische Staatsbürgerschaft; im Herbst 2010 fand die Verleihung durch die Stadt Wien statt.
Seit 2020 ist er außerdem US-amerikanischer Staatsbürger. Als Grund, sich eine dritte Staatsbürgerschaft zuzulegen, nannte er die Tatsache, dass er seit den 2010er Jahren in Los Angeles lebe und er viele Steuern zahle und mitentscheiden wolle („Keine Besteuerung ohne Vertretung“).

## Karriere

### Anfänge
Als Schüler besuchte er das Theresianum im Wiener Gemeindebezirk Wieden und wie seine beiden Brüder Martin und Johannes das Gymnasium Billrothstraße 73 in seinem Heimatbezirk Döbling, wo er auch maturierte. Ursprünglich wollte Waltz Kameramann werden, da ihn die Technik interessierte. Seiner eigenen Aussage nach sei er nur „mangels anderer Ideen zum Film gekommen“. Später studierte er Schauspiel am Max-Reinhardt-Seminar und am Lee Strasberg Theatre Institute in New York. 1977 stand er erstmals in seiner Heimatstadt auf der Theaterbühne. Es folgten Theaterengagements am Schauspielhaus Zürich, wo er u. a. als Mozart in dem Stück Amadeus zu von Peter Shaffer sehen war, und in Köln. Er spielte außerdem in Frankfurt am Main, Hamburg, Salzburg und Wien. 1982 erhielt er den renommierten O.-E.-Hasse-Preis.

### Weitere Karriere
Seit Ende der 1970er-Jahre wirkte Waltz in zahlreichen Film- und Fernsehproduktionen mit und übernahm mehrfach Gastrollen in verschiedenen Krimiserien, u. a. in Ein Fall für zwei, Derrick, Kommissar Rex, Polizeiruf 110, Rosa Roth, Unter Verdacht, Der letzte Zeuge, SOKO Rhein-Main, Stolberg und Der Staatsanwalt. In der hundertsten Folge Zwei Leben der ZDF-Reihe Der Alte schoss er 1986 den Hauptermittler Köster (Siegfried Lowitz) an, der an den Folgen am Ende der Episode starb. Als Nachfolger trat Rolf Schimpf in dieser Rolle auf.
1987 spielte er in der Folge Wunschlos tot die Rolle des Wiener Tatort-Ermittlers Inspektor Passini.
Waltz arbeitete überwiegend für das Fernsehen und stand auch für französische, australische und britische Produktionen vor der Kamera. Anfang der 1990er-Jahre spielte er neben Ian Richardson in der Miniserie Der große Reibach (The Gravy Train, The Gravy Train Goes East) den Beamten Dorfmann. In Krzysztof Zanussis Film Leben für Leben verkörperte Waltz 1991 einen entflohenen KZ-Häftling. Mit Die Farbe des Lebens (Our God’s Brother) folgte 1997 eine weitere Zusammenarbeit mit dem polnischen Regisseur.
1993 übernahm Waltz in Tom Toelles Historien-Zweiteiler König der letzten Tage die Rolle des Täufers Jan van Leiden. In dem im Oktober 1994 auf den Hofer Filmtagen uraufgeführten Fernsehfilm Man(n) sucht Frau von Vivian Naefe spielte er an der Seite von Heinrich Schafmeister und Maja Maranow die Rolle des alleinstehenden Christoph, dessen Sohn ohne sein Wissen eine Partnersuchanzeige für ihn aufgibt. 1995 wirkte er in der zweiteiligen Fernsehproduktion Katharina die Große mit.
Für seine darstellerische Leistung als Roy Black in Du bist nicht allein – Die Roy Black Story unter Regie von Peter Keglevic wurde er 1996 mit einem Sonderpreis bei den Baden-Badener Tagen des Fernsehspiels und 1997 mit dem Bayerischen Fernsehpreis ausgezeichnet.
2000 führte Waltz erstmals selbst Regie bei dem Fernsehfilm Wenn man sich traut, bei dessen Drehbuch er Mitautor war. 2002 erhielt er gemeinsam mit dem Regisseur Peter Keglevic und den Schauspielkollegen Sebastian Koch und Tobias Moretti für den Fernsehfilm Der Tanz mit dem Teufel – Die Entführung des Richard Oetker, in dem er einen Entführer spielte, den Adolf-Grimme-Preis.
Neben Lisa Martinek war Waltz 2007 in Stephan Meyers Fernsehremake Die Zürcher Verlobung – Drehbuch zur Liebe als Regisseur Frank Arbogast (Spitzname „Büffel“) zu sehen.

### Internationaler Durchbruch

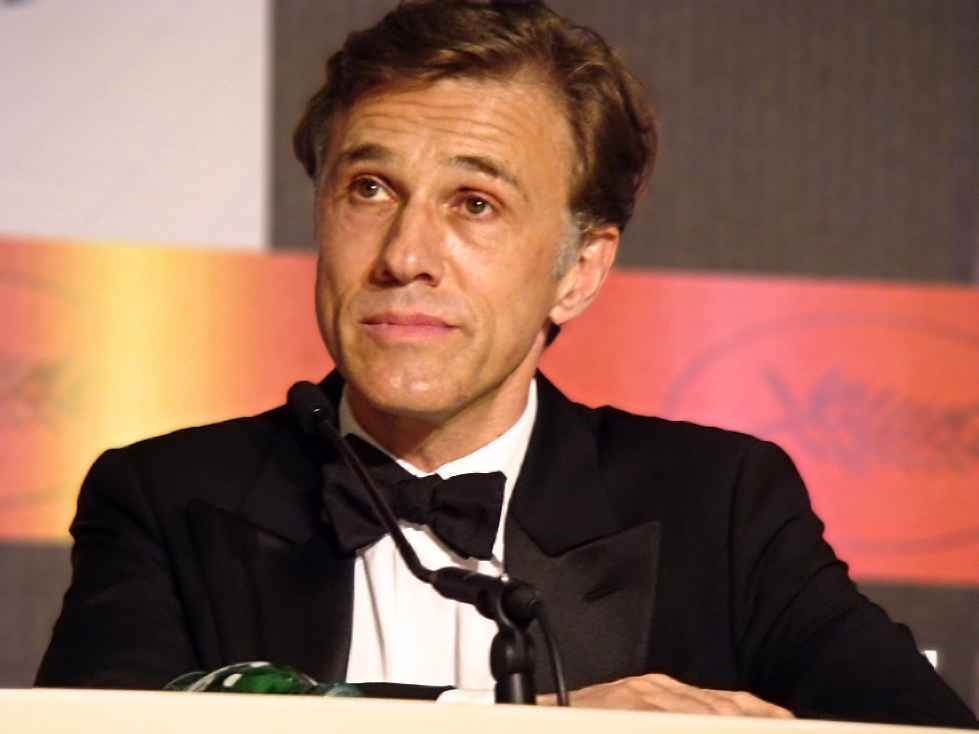
Christoph Waltz bei den Internationalen Filmfestspielen von Cannes 2009

2009 spielte Waltz den SS-Standartenführer Hans Landa in Quentin Tarantinos Film Inglourious Basterds. Für die Rolle des Hans Landa erhielt Waltz 2009 und 2010 mehrere Auszeichnungen als „Bester Nebendarsteller“, darunter den Golden Globe Award, den Screen Actors Guild Award, den British Academy Film Award und den Oscar. Damit wurde 48 Jahre nach Maximilian Schell, der 1962 den Oscar als „Bester Hauptdarsteller“ für Urteil von Nürnberg gewonnen hatte, erstmals wieder ein deutschsprachiger Schauspieler von der Academy of Motion Picture Arts and Sciences geehrt. Bereits im Mai 2009 war Waltz mit dem Preis für den besten Darsteller bei den 62. Filmfestspielen in Cannes ausgezeichnet worden.
Nach dem Erfolg von Inglourious Basterds wurde der Schauspieler für weitere US-Produktionen verpflichtet; so verkörperte er in der Comic-Verfilmung The Green Hornet den Bösewicht Chudnofsky und war in dem im April 2011 angelaufenen Streifen Wasser für die Elefanten als despotischer Zirkusdirektor zu sehen. In dem Stop-Motion-Animationsfilm Guillermo del Toros Pinocchio von 2022 spricht Waltz als Synchronsprecher in der englischsprachigen Originalversion eine ähnliche Rolle wie in Wasser für die Elefanten, die Stimme des hinterhältigen Zirkusdirektors Graf Volpe. Außerdem spielte Waltz eine der vier Hauptfiguren in der Adaption des Theaterstücks Der Gott des Gemetzels durch Roman Polański.
2012 stand Waltz für Tarantinos Film Django Unchained vor der Kamera. In dem Western spielt er den deutschen Kopfgeldjäger Dr. King Schultz. The Hollywood Foreign Association nominierte Waltz für einen Golden Globe in der Kategorie „Bester Nebendarsteller“, den er bei der 70. Golden-Globe-Verleihung 2013 erhielt. Damit gewann Waltz zum zweiten Mal in einer von Tarantino besetzten Rolle den Golden Globe als bester Nebendarsteller. Außerdem gewann Waltz für diese Rolle seinen zweiten Oscar. Christoph Waltz ist erst der zweite Schauspieler nach Dianne Wiest, der in zwei Filmen desselben Regisseurs (Quentin Tarantino) jeweils den Oscar gewann. Bei Dianne Wiest war es Woody Allen.
Am 16. Februar 2013 durfte Christoph Waltz als erster Gastgeber mit deutscher Muttersprache durch die US-amerikanische Comedyshow Saturday Night Live führen. Im selben Jahr wurde er in die Jury der 66. Filmfestspiele von Cannes berufen, im Jahr darauf in die Jury der 64. Berlinale. 2013 inszenierte er in Antwerpen mit dem Rosenkavalier erstmals eine Oper. Am 3. März 2014 übergab Waltz den Oscar für die Beste Nebendarstellerin an Lupita Nyong’o. Am 1. Dezember 2014 bekam Waltz einen Stern auf dem Hollywood Walk of Fame. Es ist der Stern mit der Nummer 2536 (6667 Hollywood Blvd.). Am 4. Dezember 2014 wurde Christoph Waltz auf der offiziellen Pressekonferenz des 24. James-Bond-Films Spectre als Darsteller für eine der Hauptrollen, Franz Oberhauser, vorgestellt. Diese Figur verkörperte er ebenfalls im Nachfolgefilm Keine Zeit zu sterben.
2018 wurde er in die Wettbewerbsjury der 75. Internationalen Filmfestspiele von Venedig berufen. Das 2020 erschienene Kurzform-Serienformat Most Dangerous Game ist sein erstes amerikanisches Serienprojekt.

## Musiktheater-Regie
- Der Rosenkavalier von Richard Strauss
  - Dezember 2013: Vlaamse Opera, Antwerpen, Belgien[20][18]
  - Jänner 2014: Vlaamse Opera, Gent, Belgien
  - Februar 2014: Grand théâtre de la ville de Luxembourg[21]
  - Dezember 2023: Grand Théâtre de Genève[22][23]
- Falstaff von Giuseppe Verdi
  - Dezember 2017: Vlaamse Opera, Antwerpen, Belgien[24]
  - Jänner 2018: Vlaamse Opera, Gent, Belgien[25]
- Fidelio von Ludwig van Beethoven
  - März 2020: Theater an der Wien[26]

## Filmografie

### Kino
- 1981: Kopfstand
- 1981: Feuer und Schwert – Die Legende von Tristan und Isolde
- 1987: Wahnfried
- 1989: Schneller als das Auge (Quicker than the eye)
- 1991: Leben für Leben – Maximilian Kolbe (Życie za życie: Maksymilian Kolbe)
- 1997: Die Farbe des Lebens
- 1998: Sieben Monde
- 1998: Das merkwürdige Verhalten geschlechtsreifer Großstädter zur Paarungszeit
- 1999: Die Braut
- 2000: Falling Rocks
- 2000: Ein ganz gewöhnlicher Dieb – Ordinary Decent Criminal (Ordinary Decent Criminal)
- 2000: She – Herrscherin der Wüste (She) (Neuverfilmung)
- 2000: Queens Messenger
- 2001: Terror im Orient Express (Death, Deceit & Destiny Aboard the Orient Express)
- 2003: Der alte Affe Angst
- 2003: Schussangst
- 2003: Herr Lehmann
- 2006: Lapislazuli – im Auge des Bären
- 2009: Inglourious Basterds
- 2011: The Green Hornet
- 2011: Wasser für die Elefanten (Water for Elephants)
- 2011: Die drei Musketiere (The Three Musketeers)
- 2011: Der Gott des Gemetzels (Carnage)
- 2012: Django Unchained
- 2013: Epic – Verborgenes Königreich (Epic, Stimme)
- 2013: The Zero Theorem
- 2014: Muppets Most Wanted
- 2014: Kill the Boss 2 (Horrible Bosses 2)
- 2014: Big Eyes
- 2015: James Bond 007: Spectre (Spectre)
- 2016: Legend of Tarzan (The Legend of Tarzan)
- 2017: Tulpenfieber (Tulip Fever)
- 2017: Downsizing
- 2019: Alita: Battle Angel
- 2019: Georgetown (auch Regie)
- 2020: Rifkin’s Festival
- 2020: Little Berlin (Kurzfilm, Stimme)
- 2021: The French Dispatch
- 2021: James Bond 007: Keine Zeit zu sterben (No Time to Die)
- 2022: Dead for a Dollar
- 2022: Guillermo del Toros Pinocchio (Stimme von Graf Volpe)
- 2024: Old Guy – Alter Hund mit neuen Tricks (Old Guy)
- 2025: Dracula – Die Auferstehung (Dracula: A Love Tale)

### Fernsehen

#### Fernsehfilme
- 1977: Der Einstand
- 1979: Feuer!
- 1981: Die Weltmaschine
- 1982: Dr. Margarete Johnson
- 1982: Der geheimnisvolle Fremde
- 1983: Der Sandmann
- 1986: Lenz oder die Freiheit (Vierteiler)
- 1989: Goldeneye – Der Mann, der James Bond war
- 1992: 5 Zimmer, Küche, Bad
- 1993: König der letzten Tage (Zweiteiler)
- 1994: Ein Anfang von Etwas
- 1994: Die Bibel – Jakob (Jacob)
- 1994: Tag der Abrechnung – Der Amokläufer von Euskirchen
- 1995: Prinz zu entsorgen
- 1995: Man(n) sucht Frau
- 1995: Katharina die Große (Catherine the Great, Zweiteiler)
- 1996: Der Tourist
- 1996: Du bist nicht allein – Die Roy Black Story
- 1998: Vickys Alptraum
- 1998: Das Finale
- 1998: Rache für mein totes Kind
- 1998: Schock – Eine Frau in Angst
- 1998: Mörderisches Erbe – Tausch mit einer Toten
- 2000: Wenn man sich traut (A Question of Confidence), als Regisseur
- 2000: Das Teufelsweib
- 2001: Engel sucht Flügel
- 2001: Riekes Liebe
- 2001: Der Tanz mit dem Teufel – Die Entführung des Richard Oetker
- 2002: Weihnachtsmann gesucht
- 2003: Dienstreise – Was für eine Nacht
- 2003: Jagd auf den Flammenmann
- 2003: Der Mörder ist unter uns
- 2003: Zwei Tage Hoffnung
- 2003: Jennerwein
- 2003: Tigeraugen sehen besser
- 2004: Mörderische Suche
- 2004: Schöne Witwen küssen besser
- 2004: Scheidungsopfer Mann
- 2005: Die Patriarchin (Dreiteiler)
- 2007: Die Verzauberung
- 2007: Die Zürcher Verlobung – Drehbuch zur Liebe
- 2008: Das jüngste Gericht
- 2008: Todsünde
- 2008: Das Geheimnis im Wald
- 2023: The Portable Door

#### Fernsehserien und -reihen
- 1979: Parole Chicago (13 Folgen)
- 1985: Ein Fall für zwei – Blutsbande
- 1986: Der Alte – Zwei Leben
- 1986: Derrick – Schonzeit für Mörder?
- 1987: Tatort – Wunschlos tot
- 1988: Derrick – Mord inklusive
- 1990: Der Alte – So gut wie tot
- 1990: Roda Roda (1 Folge)
- 1990: Der große Reibach (The Gravy Train)
- 1995: Die Staatsanwältin (3 Folgen)
- 1996: Kommissar Rex – Der Puppenmörder
- 1996: Rosa Roth – Nirgendwohin
- 1997: Faust – Villa Palermo
- 1997: Schimanski: Blutsbrüder
- 2006: Kommissar Stolberg – Kreuzbube
- 2006: SOKO Rhein-Main – Schuld und Sühne
- 2006: Polizeiruf 110 – Die Lettin und ihr Lover
- 2006: Tatort – Schlaflos in Weimar
- 2007: Unter Verdacht – Hase und Igel
- 2007: Der Staatsanwalt – Glückskinder
- 2008: Die Anwälte – Leben und Tod
- 2008: Tatort – Liebeswirren
- 2009: Polonius Fischer – Hinter blinden Fenstern
- 2020: Most Dangerous Game (15 Folgen)
- 2023: The Consultant (8 Folgen)

## Hörspiele (Auswahl)
- 1984: Wilhelm Hauff: Saids Schicksale – Regie: Walter Wefel (DRS)
- 1987: Luciano di Crescenzo: Gepriesen seien die, die reden – Regie: Mario Hindermann (DRS/ORF)
- 2000: Helmut Peschina und Edwin Ortmann: Der letzte Stadtschreiber – Regie: Robert Matejka (DeutschlandRadio Berlin/NDR)
- 2001: Albert Ostermeier: Erreger – Regie: Ulrich Lampen (BR)
- 2002: Stefan Ripplinger: Ein gottverdammter Lügner – Regie: Petra Feldhoff (WDR)[27]
- 2004: Emmanuel Bove: Ein Vater und seine Tochter – Regie: Ulrich Lampen (HR)

## Hörbücher (Auswahl)
- 2006: Ernst H. Gombrich: Eine kurze Weltgeschichte für junge Leser: Von den Anfängen bis zum Mittelalter. Argon Verlag (DE: Gold (Hörbuch-Award)).[28]
- 2007: Robert M. Sapolsky: Mein Leben als Pavian. Random House Audio, ISBN 978-3-8371-7809-8.

## Auszeichnungen (Auswahl)
Oscar
2010: Bester Nebendarsteller in Inglourious Basterds
2013: Bester Nebendarsteller in Django Unchained
Golden Globe Award
2010: Bester Nebendarsteller in Inglourious Basterds
2013: Bester Nebendarsteller in Django Unchained
British Academy Film Award
2010: Bester Nebendarsteller in Inglourious Basterds
2013: Bester Nebendarsteller in Django Unchained
Screen Actors Guild Award
2010: Bester Nebendarsteller in Inglourious Basterds
2010: Bestes Schauspielensemble in Inglourious Basterds (mit dem restlichen Cast)
Internationale Filmfestspiele von Cannes
2009: Bester Darsteller in Inglourious Basterds
Weitere Auszeichnungen:
- 1982
  - O.-E.-Hasse-Preis durch die Berliner Akademie der Künste
- 1996
  - Sonderpreis für darstellerische Leistung bei den Baden-Badener Tagen des Fernsehspiels für Du bist nicht allein – Die Roy Black Story
- 1997
  - Bayerischer Fernsehpreis für die Darstellung des Roy Black in Du bist nicht allein – Die Roy Black Story
- 2002
  - Adolf-Grimme-Preis: Fiction/Entertainment in Der Tanz mit dem Teufel – Die Entführung des Richard Oetker
- 2003
  - Deutscher Fernsehpreis für Jagd auf den Flammenmann in der Kategorie Bester Schauspieler Nebenrolle
- 2004
  - Adolf-Grimme-Preis Fiction/Entertainment in Dienstreise – Was für eine Nacht
- 2009
  - Bambi in der Kategorie Schauspieler International für Inglourious Basterds
  - Austin Film Critics Association: Bester Nebendarsteller in Inglourious Basterds
  - Boston Society of Film Critics Awards: Bester Nebendarsteller in Inglourious Basterds
  - Chicago Film Critics Association Award: Bester Nebendarsteller in Inglourious Basterds
  - Dallas-Fort Worth Film Critics Association Awards: Bester Nebendarsteller in Inglourious Basterds
  - Florida Film Critics Circle Awards: Bester Nebendarsteller in Inglourious Basterds
  - Hollywood Film Awards: Bester Nebendarsteller in Inglourious Basterds
  - Los Angeles Film Critics Association Awards: Bester Nebendarsteller in Inglourious Basterds
  - New York Film Critics Circle Award: Bester Nebendarsteller in Inglourious Basterds
  - Satellite Award: Bester Nebendarsteller in Inglourious Basterds
  - Southeastern Film Critics Awards: Bester Nebendarsteller in Inglourious Basterds
  - San Diego Film Critics Society Awards: Bester Nebendarsteller in Inglourious Basterds
  - Las Vegas Film Critics Society Awards: Bester Nebendarsteller in Inglourious Basterds
  - Phoenix Film Critics Society Awards: Bester Nebendarsteller in Inglourious Basterds
  - Toronto Film Critics Association Awards: Bester Nebendarsteller in Inglourious Basterds
  - Washington DC Area Film Critics Association Awards: Bester Nebendarsteller in Inglourious Basterds
- 2010
  - Kansas City Film Critics Circle Awards: Bester Nebendarsteller in Inglourious Basterds
  - National Society of Film Critics Awards: Bester Nebendarsteller in Inglourious Basterds
  - Broadcast Film Critics Association Awards: Bester Nebendarsteller in Inglourious Basterds
  - Online Film Critics Society Awards: Bester Nebendarsteller in Inglourious Basterds
  - Central Ohio Film Critics Association: Bester Nebendarsteller in Inglourious Basterds
  - Central Ohio Film Critics Association: Bestes Schauspielensemble in Inglourious Basterds (mit dem restlichen Cast)
  - Vancouver Film Critics Circle Award: Bester Nebendarsteller in Inglourious Basterds
  - Empire Awards: Bester Schauspieler in Inglourious Basterds
  - Romy: Beliebtester Schauspieler
  - Jupiter: Bester Darsteller international
  - Santa Barbara International Film Festival: Cinema Vanguard Award
- 2011
  - Boston Society of Film Critics Awards: Bestes Schauspielensemble in Der Gott des Gemetzels
  - Österreichisches Ehrenkreuz für Wissenschaft und Kunst[29]
- 2012
  - Austin Film Critics Association: Bester Nebendarsteller in Django Unchained
  - San Diego Film Critics Society Awards: Bester Nebendarsteller in Django Unchained
- 2013
  - Central Ohio Film Critics Association: Bester Nebendarsteller in Django Unchained
- 2014
  - Stern auf dem Boulevard der Stars in Berlin
  - Stern auf dem Hollywood Walk of Fame in Los Angeles (6667 Hollywood Boulevard) in der Kategorie Film
- 2015
  - Europäischer Filmpreis: Beste europäische Leistung im Weltkino
- 2019
  - Goldmedaille des Kennedy Center International Committee on the Arts[30]

Nominierungen:
- 1997: Goldener Löwe: Bester Schauspieler in Du bist nicht allein – Die Roy Black Story
- 2010: Saturn Awards: Bester Nebendarsteller in Inglourious Basterds
- 2010: MTV Movie Awards: Bester Bösewicht in Inglourious Basterds
- 2011: MTV Movie Awards: Bester Bösewicht in The Green Hornet
- 2011: Satellite Awards: Bester Nebendarsteller in Der Gott des Gemetzels
- 2015: Golden Globe Award: Bester Hauptdarsteller in einer Komödie in Big Eyes
- 2020: Primetime Emmy Award: Bester Darsteller in einer Kurzform-Dramaserie in Most Dangerous Game